# Deena Varshavskaya
Deena Varshavskaya és la fundadora i CEO de Wanelo ("wah-nee-loh", de Want, Need, Love), un centre comercial digital on els usuaris poden descobrir i comprar productes des de qualsevol lloc en línia. Viu a San Francisco, Califòrnia.

## Vida primerenca
Varshavskaya va néixer i es va criar a Yakutia, Sibèria oriental, d'una mare que es va quedar a casa i d'un pare periodista polític. Els seus pares es van divorciar quan ella tenia 16 anys. Llavors ella juntament amb la família del seu pare, es van traslladar als Estats Units. Va estudiar psicologia, informàtica i estudis cinematogràfics a la Universitat Cornell, però va abandonar dos cursos abans de graduar-se.

## Carrera
Després d'abandonar Cornell, Varshavskaya es va traslladar a la ciutat de Nova York i va llançar la seva primera empresa emergent web, ReelACT, un directori de vídeos de talent per a actors. Després es va traslladar a Los Angeles i va treballar per a una xarxa social fent gestió de productes i disseny d'experiència d'usuari durant dos anys.
Després d'això, Varshavskaya va ser fundadora i CEO de l'agència de disseny d'experiències, Dynamik Interactive, on va treballar amb propietats web de consumidors a gran escala dissenyant experiències digitals i socials.
Varshavskaya va idear el concepte de Wanelo l'any 2006 després d'adonar-se de la necessitat d'un entorn de compres en línia diferent que potenciï l'individu. Varshavskaya volia saber què compraven els seus amics, però encara no hi havia cap plataforma existent que facilités les compres socials en línia. L'abril de 2011, Varshavskaya es va traslladar a San Francisco per recaptar fons. Després de 40 rebuigs d'inversors, va tancar la seva primera ronda de finançament i va llançar l'empresa el 2012. L'agost de 2013, Wanelo comptava amb 11 milions d'usuaris registrats. La companyia ha recaptat 14 milions de dòlars en finançament.
A principis del 2021, Varshavskaya es va convertir en un dels primers usuaris de l'aplicació de xarxes socials d'inici, Clubhouse. Ràpidament, es va establir com a influenciadora i col·laboradora clau de la vibrant comunitat de criptomonedes que es va formar a la plataforma. Considerada una maximalista de Bitcoin, prescriu la idea que "les condicions que van portar al llançament i l'arrencada de l'economia de Bitcoin no poden o no es repetiran" i que "si bé alguns poden tolerar el mercat més ampli de les criptomonedes, això només és sempre que validi el domini de Bitcoin".

## Reconeixement
El número de novembre de 2013 de Vanity Fair va nomenar Varshavskaya com una de les seves quinze "promotores a observar". Va ser presentada com una de les 100 emprenedores més interessants el 2013 i el 2014 per Goldman Sachs. TechCrunch va donar a Varshavskaya el premi a la millor aplicació de comerç electrònic per a l'aplicació Wanelo Shopping als Crunchies Awards 2013. El 2014 va ser nomenada una de les persones més creatives de l'empresa Fast Company, inclosa a la llista de Digital Mavericks de Details Magazine, nomenada "Influenciadora" a la "Llista de persones que modelen el futur del comerç al detall" de la National Retail Federation reconeguda per la revista Glamour com una de les "35 dones menors de 35 anys que estan canviant la indústria tecnològica". El 2015, va ser nomenada a la llista d'AskMen de les "99 dones més destacades" i inclosa a la llista "40 menors de 40" del San Francisco Business Journal.